# Dominic Lewis
Pour les articles homonymes, voir Lewis.
Dominic Lewis est un compositeur britannique de musiques pour le cinéma et la télévision né le 29 janvier 1985 à Londres. Il a notamment travaillé sur de nombreux films et séries d'animation.

## Biographie
Dominic Lewis nait et grandit à Londres. Ses deux parents sont musiciens et il apprend le violoncelle dès l'âge de 3 ans. Il joue plus tard du piano et de la guitare, chante dans des chorales puis dans des groupes de rock. En grandissant, il commence à écrire des chansons. Il cite comme influences John Williams, Alan Silvestri, Claude Debussy, Maurice Ravel, The Beatles, The Beach Boys, Eric Clapton ou encore Jimi Hendrix,.
Dominic Lewis étudie ensuite à la Royal Academy of Music de Londres notamment en musique classique au violoncelle et en composition musicale. Il a alors pour mentor le compositeur de musiques de films Rupert Gregson-Williams. En 2009, il s'installe à Los Angeles et rejoint l'équipe de Remote Control Productions de Hans Zimmer. Il travaille alors sur de nombreux films pour les compositeurs Henry Jackman, John Powell et Ramin Djawadi, en composant notamment des musiques additionnelles.
En 2014, il est nommé aux Annie Awards pour son travail sur le long métrage d'animation Drôles de dindes, son premier long métrage comme compositeur principal. En 2015, il est nommé aux World Soundtrack Awards pour le film MI-5 Infiltration. En 2016, il compose la musique du film Money Monster de Jodie Foster en moins d'un mois,,.
Il collabore avec le compositeur Henry Jackman pour la série télévisée Le Maître du Haut Château, diffusée sur Prime Video dès 2015. Ils composent ensemble la première saison, mais Dominic Lewis compose seul les trois autres,,.
En 2018, il met en musique le film d'animation Pierre Lapin (Peter Rabbit) de Will Gluck. Il revient pour la suite, Pierre Lapin 2 : Panique en ville, sortie en 2021. Cette même année, il compose avec Matthew Margeson la musique du film d'action The King's Man : Première Mission de Matthew Vaughn.
En 2022, il travaille sur le film d'action Bullet Train de David Leitch ou encore sur les films de Noël Spirited : L'Esprit de Noël de Sean Anders et Violent Night de Tommy Wirkola.

## Filmographie
Sauf indication contraire, les informations mentionnées dans cette section peuvent être confirmées par la base de données cinématographiques IMDb,  présente dans la section « Liens externes ».

### Cinéma
- 2011 : Le Cadeau du Furie Nocturne (Gift of the Night Fury) (court métrage) de Tom Owens (en collaboration avec John Powell)
- 2013 : Drôles de dindes (Free Birds) de Jimmy Hayward
- 2015 : DUFF : Le faire-valoir (The DUFF) d'Ari Sandel
- 2015 : MI-5 Infiltration (Spooks: The Greater Good) de Bharat Nalluri
- 2016 : Les Rebelles de la forêt 4 (Open Season: Scared Silly) de David Feiss (en collaboration avec Rupert Gregson-Williams)
- 2016 : Money Monster de Jodie Foster
- 2017 : Combat de profs (Fist Fight) de Richie Keen
- 2017 : Pire Soirée (Rough Night) de Lucia Aniello
- 2018 : Pierre Lapin (Peter Rabbit) de Will Gluck
- 2018 : Chair de poule 2 : Les Fantômes d'Halloween (Goosebumps 2: Haunted Halloween) d'Ari Sandel
- 2020 : Mon espion (My Spy) de Peter Segal
- 2021 : Pierre Lapin 2 : Panique en ville (Peter Rabbit 2 : The Runaway) de Will Gluck
- 2021 : Jolt de Tanya Wexler
- 2021 : The King's Man : Première Mission (The King's Man) de Matthew Vaughn (en collaboration avec Matthew Margeson)
- 2022 : Bullet Train de David Leitch
- 2022 : Spirited : L'Esprit de Noël (Spirited) de Sean Anders
- 2022 : Violent Night de Tommy Wirkola
- 2024 : En plein vol (Lift) de F. Gary Gray
- 2025 : Love Hurts de Jonathan Eusebio

Musiques additionnelles
- 2010 : Le Choc des Titans (Clash of the Titans) de Louis Leterrier (musique additionnelle uniquement)
- 2010 : Dragons (How to Train Your Dragon) de Dean DeBlois et Chris Sanders (arrangeur de la musique additionnelle, programmateur et orchestrateur)
- 2011 : Rio de Carlos Saldanha (musique additionnelle uniquement)
- 2011 : Kung Fu Panda 2 de Jennifer Yuh Nelson (musique additionnelle uniquement)
- 2011 : X-Men : Le Commencement (X-Men: First Class) de Matthew Vaughn (musique additionnelle uniquement)
- 2011 : Le Chat potté (Puss in Boots) de Chris Miller (musique additionnelle uniquement)
- 2012 : Les Mondes de Ralph ( Wreck-It Ralph) de Rich Moore (musique additionnelle uniquement)
- 2013 : C'est la fin (This Is the End) de Seth Rogen et Evan Goldberg (musique additionnelle uniquement)
- 2014 : Captain America : Le Soldat de l'hiver (Captain America: The Winter Soldier) d'Anthony et Joe Russo (musique additionnelle et vocaliste uniquement)
- 2014 : The Amazing Spider-Man : Le Destin d'un héros ( The Amazing Spider-Man 2) de Marc Webb (vocaliste uniquement)
- 2014 : Les Nouveaux Héros (Big Hero 6) de Don Hall et Chris Williams (musique additionnelle uniquement)
- 2015 : Kingsman : Services secrets ( Kingsman: The Secret Service) de Matthew Vaughn (musique additionnelle uniquement)
- 2021 : La Famille Addams 2 : Une virée d'enfer (La Famille Addams 2) de Conrad Vernon et Greg Tiernan (voix de Lurch chantant I Will Survive)

### Télévision
- 2015 : Kevin from Work (série TV) - 10 épisodes
- 2015 : The Player (série TV) - 9 épisodes
- 2015-2019 : Le Maître du Haut Château ( The Man in the High Castle) (série TV) - 40 épisodes (en collaboration avec Henry Jackman)
- 2017-2021 : La Bande à Picsou (DuckTales) (série TV d'animation) - 69 épisodes
- 2019-2020 : The Rocketeer (série TV) - 11 épisodes (en collaboration avec Beau Black)
- 2021 : Monstres et Cie : Au travail (Monsters at Work) (série TV d'animation) - 10 épisodes
- 2022 : Baymax! (série TV d'animation) - 6 épisodes
- 2025 : Dope Thief (mini-série)